# Het ponteveer
Het ponteveer is een schilderij van de Noord-Nederlandse schilder Nicolaes Berchem in het Rijksmuseum in Amsterdam.

## Voorstelling
Het stelt een rotsachtig landschap voor met een rivier. Op de voorgrond staan enkele herders en reizigers met hun kuddes koeien en schapen te wachten op een veerpont om de rivier over te steken. Een rijkgeklede vrouw op een schimmel lijkt aanwijzingen te geven aan de naderende veerman. Terwijl ze dit doet is haar paard aan het plassen. Een reiziger op de veerpont kijkt geamuseerd toe.

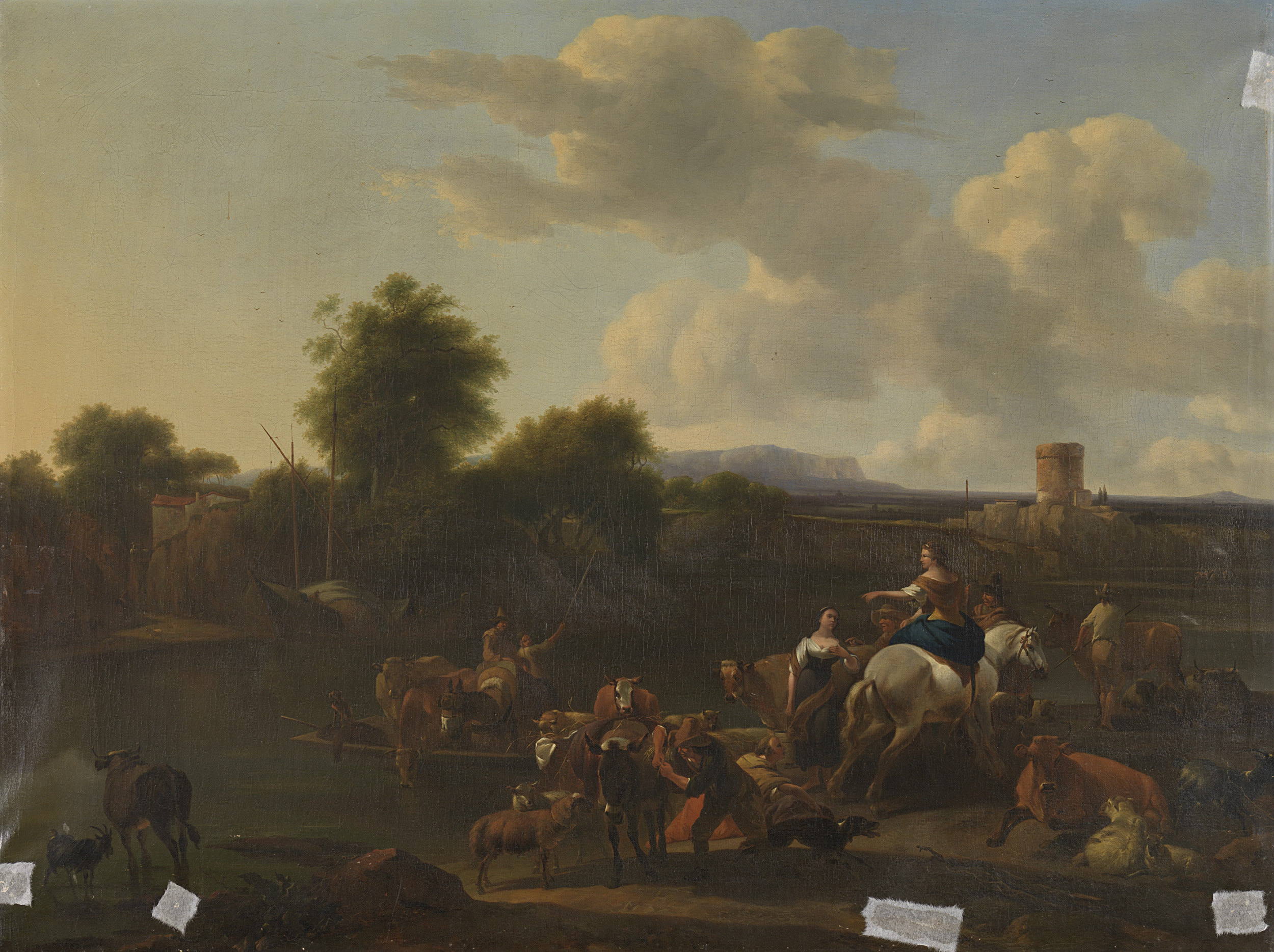
Naar Nicolaes Berchem. Het ponteveer. 18e eeuw. Amsterdam, Rijksmuseum Amsterdam.

De voorstelling is duidelijk op Italië geïnspireerd. Van de schilder Nicolaes Berchem wordt vermoed dat hij tussen 1651 en 1655 in Italië verbleef. Bewijs hiervoor ontbreekt echter. Wel ontwikkelende Berchem zich tot een van de productiefste Italianisanten in de Noordelijke Nederlanden. Het ponteveer is een van Berchems meest geliefde werken. Het werd in de 18e eeuw minstens twee keer gekopieerd. Eind 19e eeuw werd het in prent gebracht door de Nederlandse prentkunstenaar Johannes Arnoldus Boland.

## Toeschrijving
Het schilderij is onder, links van het midden, gesigneerd ‘ NBerchem’.

## Herkomst
Een ‘Landschap met Beesten aan een Rievier, daar een Pont overvaart’ van Nicolaes Berchem komt in de 18e eeuw verschillende keren voor in veilingcatalogi, waaronder die van een anonieme veiling in Amsterdam op 25 september 1743, de boedelveiling van Adriaan Swalmius, pensionaris van Schiedam, in Rotterdam op 15 mei 1747 en de veiling van Anthonie Sydervelt bij veilinghuis Hendrik de Winter in Amsterdam op 23 en 24 april 1766. Behalve de laatste veiling is het onduidelijk of het hier om Het ponteveer gaat. Het exemplaar in het Rijksmuseum werd op 19 juli 1809 in opdracht van koning Lodewijk Napoleon gekocht op een anonieme veiling (van de collecties Bicker en Wijckersloot) bij veilinghuis Philippus van der Schley in Amsterdam voor het Koninklijk Museum, de voorloper van het Rijksmuseum.